# Kompleks narciarsko-biathlonowy „Łaura”

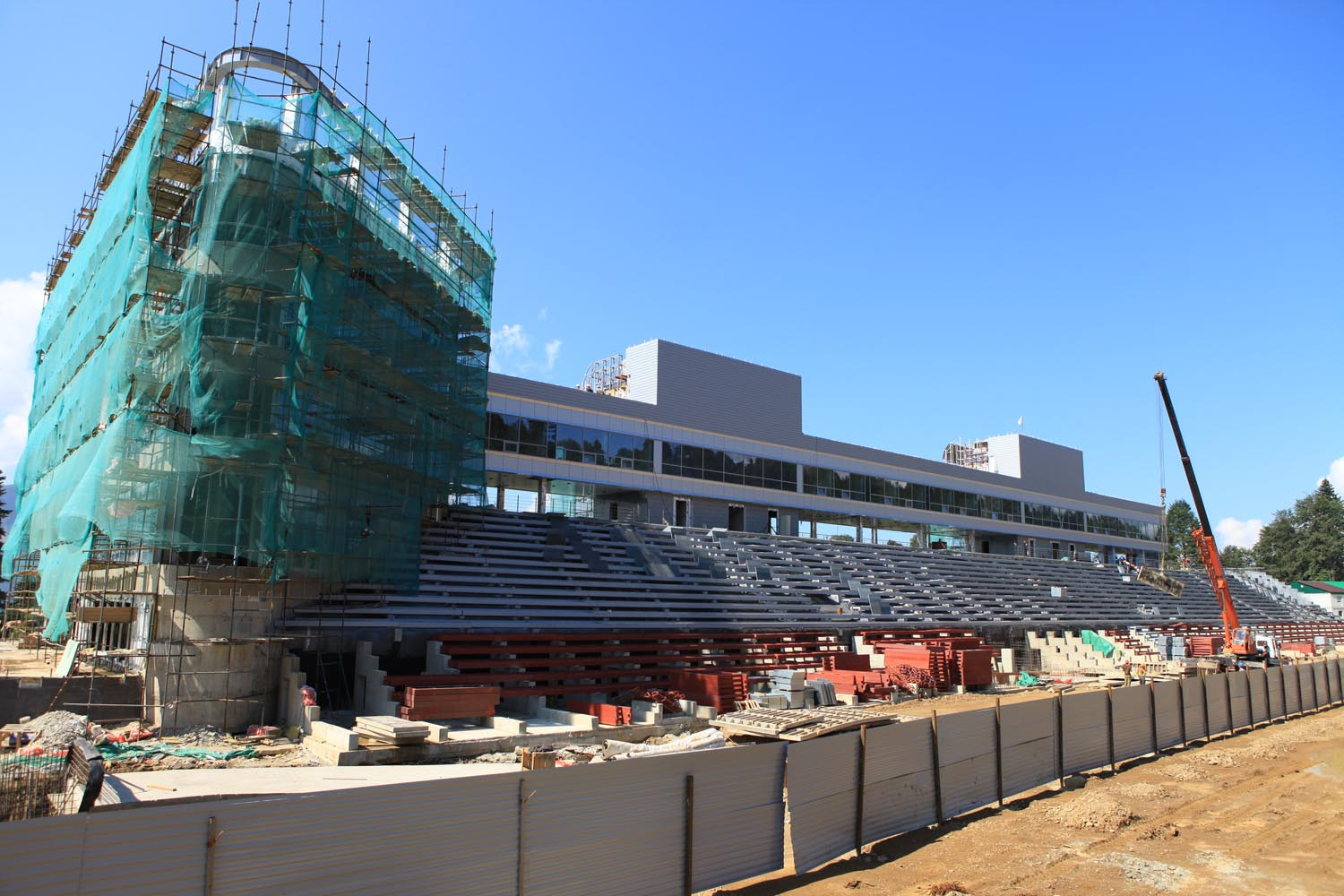
Główna trybuna w trakcie budowy

Kompleks narciarsko-biathlonowy „Łaura” – obiekt narciarski w Krasnej Polanie, w Rosji. Został oddany do użytku w czerwcu 2013 roku, a jego budowa kosztowała 18 mln $. Trybuny areny łącznie mogą pomieścić 7500 widzów. W 2014 roku w ramach Igrzysk Olimpijskich w Soczi rozegrano na nim zawody w biegach narciarskich i w biathlonie, a także biegi kombinacji norweskiej.